# Xã East Pennsboro, Quận Cumberland, Pennsylvania
Xã East Pennsboro (tiếng Anh: East Pennsboro Township) là một xã thuộc quận Cumberland, tiểu bang Pennsylvania, Hoa Kỳ. Năm 2010, dân số của xã này là 20.228 người.